# Nový elitismus
Nový elitismus (z latinského eligere = vybírat, vyvolit) je společenskovědní přístup k politice a historii, který tvrdí, že společnosti jsou vždy ovládány menšinou (elitou), která činí hlavní rozhodování a soustřeďuje moc ve svých rukou.

## Předchůdci nového elitismu
Předchůdcem teorie nového elitismu byla teorie klasická, která byla založena především na dvou idejích:
1. Síla spočívá v pozici autority v klíčových ekonomických a politických institucích.
2. Psychologický rozdíl, který elity rozděluje, je založen na tom, že elity mají vlastní zdroje (inteligenci a schopnosti), a hmotný zájem ve vládě, zatímco zbytek je nekompetentní a nemá tuto schopnost vládnout. Elity jsou vynalézavé a vždy budou usilovat, aby vláda fungovala, protože elita má nejvíce, co ztratit, v případě, že nadvláda selže.

Hlavními představiteli klasické teorie elit byli především Gaetano Mosca a Vilfredo Pareto. V díle „Teorie elity a problém elity“, které sepsal Miroslav Jodl, je mezi představitele klasické teorie elity řazen také Friedrich Nietzsche. Jodl ve své publikaci uvádí: „U Moscy a Pareta je přináležitost ke komplexu, který jsme označili jako klasická teorie elity, evidentní, mohou však nastat pochybnosti o tom, zda je sem možno přiřazovat myslitele tak svérázného a složitého, jako je Nietzsche.“
Podle Gaetana Moscy ve všech společnostech, ať již slabě vyvinutých či nejsilnějších a vysoce modernizovaných, se objevují dvě třídy: třída, která vládne a třída, která je ovládána. Vládnoucí třída (neboli classe dirigente) je minoritní třídou, která plní všechny politické funkce a soustřeďuje veškerou moc ve svých rukou. Třída ovládaná je nejpočetnější a je přímo řízena třídou vládnoucí, kterou zároveň zásobuje materiálními prostředky, které jsou nezbytné pro životnost politického organismu.
Na rozdíl od Moscy, Vilfredo Pareto dal konceptu elit sociální tvář. V Paretově teorii je kladen důraz na psychologickou a intelektuální nadřazenost elit. Věřil, že právě tyto aspekty jsou rozhodující a nejrelevantnější v jakémkoliv oboru. Stanovil existenci dvou elit: vládnoucí elita a nevládnoucí elita.

## Nový elitismus
Vznik teorie nového elitismu se datuje na začátek 80. let 20. století, kdy v roce 1980 vydala dvojice amerických badatelů, G. L. Field a J. Hingley, knihu Elitism. Tato kniha se stala programovou deklarací nového proudu bádání o elitách. Ačkoliv v základu inspirováni elitistickým paradigmatem klasické teorie elit, které se opírá o díla G. Moscy, V. Pareta a R. Michelse z první třetiny 20. století, současně se však G. L. Field a J. Hingley od něj v řadě metodologických a věcných otázek distancují. Elitistické paradigma není tedy G. L. Fieldem a J. Hingleyem zcela přejímáno, ale spíše nově ustanoveno za zdůraznění kritiky determinačního vlivu přisuzovanému elitám v klasické teorii elit. Toto nové ustanovení dle autorů umožňuje novému elitismu zaujmout středový prostoru mezi elitistickým a marxistickým paradigmatem. Úloha elit ve společnosti je i přesto autory akcentována jako pravděpodobně rozhodující. Za dva základní stavební kameny nového elitismu bývá považováno autory vytvořené teoretické pojetí elit a nástin historicky zakotvené typologie soudobých elit.   

## Koncept nového elitismu
Koncept nového elitismu je používán k popisu základních rysů organizovaného společenského života v dnešní společnosti. Všechny typy společností, ať už jednoduché či složité, zemědělské nebo industriální, potřebují autoritu, která prosazuje hodnoty, jež udržují společnost pohromadě. Nerovnosti ve výkonnosti jednotlivých skupin a v odměnách, které požadují, podporují toto uspořádání. Elity jsou ty menšiny, které od zbytku společnosti odlišuje převaha v jednom nebo ve více odvětvích.
V moderních společnostech, které vyvstaly ze západní koncepce uspořádání společnosti, neexistuje jedna komplexní elita, ale složitý systém specializovaných elit, které propojuje jim nadřazený morální řád. Přední umělci, obchodní magnáti, politici, celebrity a vědci jsou všichni vlivní, ale v oddělených sférách a se zcela odlišnými odpovědnostmi, zdroji energie, vzory chování a požadavky odměn. Tato pluralita elit odráží a podporuje pluralitní systém charakteristický pro všechny moderní společnosti obecně.
Prakticky v každé sféře společenského života existují jisté elity: existují elity vojáků a umělců, jakož i bankéřů a hazardních hráčů. Důležitým faktorem, který odlišuje v dnešní pluralitní společnosti elity, je právě talent a schopnosti, jimiž elity disponují. V tomto duchu pojednával o teorii elit právě Vilfredo Pareto. Některé elity mají superiorní postavení ve společnosti právě proto, že jejich činnost má na společnost větší vliv. Tyto nejiniciativnější elity můžeme rozdělovat na elitu vládnoucí, nejvlivnější a mocenskou. Souhrnně lze tuto skupinu nazývat strategické elit, a to právě proto, že si nárokují odpovědnost a chtějí nejmarkantnější vliv na společnost jako celek. Oproti těmto elitám tu stojí elity segmentované, které zodpovídají za specifické subdomény společnosti.
Hranice, které oddělují strategické a segmentované elity nejsou přesně vyznačeny. Důvodem pro nejednoznačnost tohoto rozdělení jsou zejména společenské změny, které jsou důsledkem demokratizace a zavedení tržní ekonomiky ve vyspělých státech. Zvyšuje se sociální mobilita, a tudíž exaktní určení pozic ve struktuře elity je obtížnější. Čím organizovanější elita, tím snazší je definovat její působnost, strukturu a její příslušníky. To znamená, že snadněji identifikovatelné elity v západních společnostech jsou v oblastech obchodu, politiky, diplomacie a vyšší veřejné správy a armádních složek. Elity v umění, v náboženství, a ve vrstvách učenců jsou nejednoznačně vymezené, je obtížnější stanovit podmínky pro členství a jejich působnost.

## Klasifikace elit
Jak se společnost diverzifikovala co do rozměrů, rozmanitosti a činnosti, tak se stalo komplikovanější specializované vůdčí role objevit a rekrutovat v rámci elity. Níže jsou uvedeny některé z hlavních forem společenského vedení, které můžeme pozorovat v dnešní době napříč kontinenty.
1. Vládnoucí kasta – tato vrstva plní nejdůležitější společenské úkoly, členství je podmíněno rodinnou příslušností a hnacím motorem je biologická reprodukce. Její základy stojí na náboženství, jazyce, bydlišti, ekonomické situaci, profesních činnostech, a prestiži. Náboženský rituál je hlavní silou, která podporuje postavení této vládnoucí vrstvy.
2. Šlechta – vrstva, která monopolizuje výkon klíčových sociálních funkcí. Skládá se z rodin vázaných rodinnou příslušností, bohatstvím a zvláštním životním stylem. Ekonomicky je podporována příjmy z nemovitého vlastnictví.
3. Vládnoucí třída – sociální vrstva zodpovídající za různé klíčové společenské funkce. Její členové jsou přijímáni do jednotlivých segmentů na základě bohatství a majetku, spíše než na základě rodinné příslušnosti nebo náboženství. Historicky, vládnoucí třídy disponují spíše ekonomickým vlivem, nikoli politickou mocí. Jejich vliv má tendenci se rozšířit do všech důležitých segmentů společnosti. Ačkoliv různé diferencované a specializované sektory mohou být rozlišeny, jsou vázány dohromady prostřednictvím společné kultury a interakcí napříč segmentovými hranicemi.
4. Strategické elity – Klíčové společenské funkce nevykonává jedna elita, nýbrž elity specializované a diferencované. Převažujícím uspořádáním struktury elit není rodinná příslušnost nebo bohatství jako takové, ale spíše zásluhy a konkrétní dovednosti. V důsledku toho se elity rekrutují různými způsoby, které odpovídají jejich rozdílným úkolům. Vyznačují se rozmanitostí, jakož i nestálostí. Strategické elity jsou dnes nejběžnějším typem elit v západních společnostech.[5]

V dnešní době, tam kde je společnost jako celek relativně nediferencovaná, je elit relativně málo a jsou komplexní v jejich pravomoci. Naopak v místě rozsáhlé sociální diferenciace existuje velké množství specializovaných elit. Základem pro změnu společenského vedení, jaké jsme mohli pozorovat v aristokratickém uspořádání na společenské vedení, které vychází z koncepce strategických elit, je populační růst, profesní rozmanitost, morální různorodost a sílící byrokratizace.
Ve velké, industrializované společnosti, která se vyznačuje multietnicitou, regionálními rozdíly a neustálou soutěží a liší se také v oblastech jako je profese, bohatství, prestiž, životní styl či moc, vedení nemůže být svěřeno do rukou jediného vládce, či jediné elity, ať je to šéf, bojovník, nebo kněz, nebo do rukou jediné vrstvy, která se vyznačuje dědičnou výlučností a tradicionalismem. Namísto toho elity v dnešní společnosti mají tendenci být různé, specializované a diferencované, pokud jde o dovednosti, styl, a požadované odměny. Toto jsou atributy dnešní společnosti, ve které jsou nadřazené strategické elity, skrze něž společnost realizuje své hlavní cíle a projekty.
Rozdělení společnosti do mnoha skupin a vrstev je souběžné s jejím sloučením kolem symbolického středu nebo jádra, které symbolizuje demokratické hodnoty. Tímto způsobem společnost, která se skládá z velkého množství odlišných jednotlivců a skupin, může působit ve shodě navzdory své morální, profesní a technologické různorodosti a může udržovat smysl pro jednotu potřebný pro kolektivní úspěchy.

## Pojednání Charlese Millse
Zásadním příspěvkem k teorii nového elitismu byla publikace Charlese Wrighta Millse s názvem „Mocenská elita“ z roku 1956, ve které kriticky vystupuje proti myšlence, že Spojené státy jsou rájem „obyčejného člověka“. Spojené státy jsou podle Millse společností extrémně uzavřenou a faktická moc je soustředěna v rukou jen mále hrstky lidí. Stanovil pravidlo tří mocenských elit: politická, ekonomická a vojenská. Tyto elity navzájem spojují svou moc a propojují své pole působnosti, aby zabránily přístupu k moci lidem, kteří jsou postaveni mimo výše zmíněný elitní kruh. Například: dcera vysoce postaveného vojenského hodnostáře si vezme syna majetného průmyslníka. Příkladný je případ generála Eisenhowera, který se stal prezidentem USA. Mills tedy říká, že představitelé elity neodůvodňují svoje postavení svými schopnostmi a vlastnostmi, nýbrž tím, že jsou dosazeni do institucionálních pozic velení. Za příklad považuje absenci vrozených předpokladů u některých prezidentů Spojených států.
Pro Millse nový elitismus jednoznačně předznamenává degeneraci demokracie, právě kvůli tomu, že podceňuje či dokonce narušuje institucionální záruky.

## V politické sociologii
Nová verze elitismu se vyvinula během druhé světové války ve Spojených státech. O této nové formě pojednává esej Jamese Burnhama, amerického filozofa a politického teoretika, s názvem „Manažerská revoluce“ z roku 1941. V této eseji se Burnham vrací k teorii elit a předznamenává, že vedoucí postavení bude zaujímat třída manažerů, tzn. držiteli moci budou ti, kteří mají intelektuální kapacitu k modernizaci průmyslového odvětví a k obohacení majitelů průmyslových koncernů. Burnhamova manažerská revoluce přináší i ekonomické změny, které se radikálně projevují v politice. Odděluje vlastnictví od řízení statků. Problém manažerů tkví v tom, že manažer jako nevlastník patří třídně k námezdní pracovní síle, funkčně však ke kapitalistům. James Burnham v práci Revoluce manažerů z roku 1941 hovoří přímo o revoluci, v jejímž důsledku přešla moc z rukou kapitalistů do rukou odborníků. Většího významu nabývají vztahy bezprostřední nadřízenosti a podřízenosti (manažer versus dělník), než zprostředkované vztahy vyplývající z vlastnických nároků (majitel versus zaměstnanec).
Jiní učenci též hovoří o mocenské elitě, která využívá masová média za účelem udržení si moci nad pasivní a zmatenou masou následovníků. Status, kterým dříve disponovala majetná třída, se dnes proměnil a hodnotnějším statusem disponuje třída, která je odměňována za schopnost organizovat výrobní statky a přeměnit je v neustále profitující podniky. Jednu z empirických studií o novém elitismu provedl Floyd Hunter v roce 1953 v Atlantě. Aby zjistil, kdo byl ve městě skutečně u moci, provedl tzv. reputační analýzu, kdy se dotazoval občanů Atlanty, kdo je podle nich u moci. Z Hunterova výzkumu vyplynulo, že institucím, pracovištím a školám dominuje elita ekonomická.

## V politologii
Proti kritice demokratického elitismu vystupuje Robert Dahl, který vysvětluje střídání politických tříd a jednotlivých elit u moci jako důsledek ekonomického a politického systému, jejichž základem je otevřená soutěž.
Paradigma nového elitismu, stavějící na teoriích Moscy, Paretta a dalších klasických teoretiků, se objevilo na přelomu 80. a 90. let 20. století jako výsledek komparativního výzkumu jednotlivých politických sociologů. Centrální zájem nového elitismu je uveden v díle Johna Higleyho a Michaela Burtona z roku 1989. Dílo říká, že rozdělená národní elita, jež je nejběžnějším typem, produkuje řadu nestabilních režimů, které mají tendenci oscilovat mezi autoritářskou a demokratickou formou v různých intervalech. Konsensuálně jednotná národní elita, jež je úkazem historicky vzácnějším, vytváří stabilní režimy, které se mohou vyvinout v moderní demokracii, jako například ve Švédsku, Velké Británii či Spojených státech (pokud to umožňují ekonomické a další podmínky).

## Použitá literatura
- JODL, Miroslav. Teorie elity a problém elity: příspěvek dějinám a problematice politické sociologie. Praha: Victoria Publishing, 1994, ISBN 80-85605-94-5.

- SCHUMPETER, Joseph. Capitalism, socialism and democracy. New York: Harper Torchbooks, c1976, s. 212-213. ISBN 0-06-133008-6.

- BACHRACH, Peter. Political elites in a democracy. New Brunswick, N.J.: AldineTransaction, 2010. ISBN 02-023-6346-5.

- MILLS, C. Wright. The power elite. New York: Oxford University Press, 1999. ISBN 01-951-3354-4.

- J.Keller, Úvod do sociologie, 5. vyd. Slon. editor, 2004, p. 83.

- DAHL, Robert. Polyarchy: Participation and Opposition. New York: Yale University Press, 1973. ISBN 9780300015652.

- HIGLEY, John. a Michael G. BURTON. Elite foundations of liberal democracy. Lanham: Rowman & Littlefield Publishers, 2006. Elite transformations. ISBN 9780742553613.

- FRIČ, Pavol. Elity v české postsocialistické transformaci (1989–2007). Praha: Národohospodářský ústav Josefa Hlávky, 2011, 171 s. Studie Národohospodářského ústavu Josefa Hlávky. ISBN 978-80-86729-69-5.